# Гуннлед (спутник)
Гуннлед — естественный спутник Сатурна. Его открытие было объявлено Скоттом Шеппардом, Дэвидом Джуиттом и Дженом Клина 8 октября 2019 года из наблюдений, проведённых в период с 12 декабря 2004 года по 19 января 2007 года. Постоянное название ему было присвоено в августе 2021 года. 24 августа 2022 года он был официально назван в честь Гуннлед, ётуна из скандинавской мифологии. Она дочь Суттунгра и охраняла для него мед поэзии.
Диаметр Гуннледа — около 4 км, большая полуось —  21 564 200 км, период обращения — 1175,3 земных суток, обращается вокруг Сатурна с прямым направлением под наклоном 158,5° к плоскости эклиптики, эксцентриситет орбиты — 0,262.